# World Games 2025/Teilnehmer (Afghanistan)
| Gelbes Symbol für Goldmedaillen mit stilisierten Olympischen Ringen | Graues Symbol für Silbermedaillen mit stilisierten Olympischen Ringen | Braundes Symbol für Bronzemedaillen mit stilisierten Olympischen Ringen |
| ------------------------------------------------------------------- | --------------------------------------------------------------------- | ----------------------------------------------------------------------- |
| —                                                                   | —                                                                     | —                                                                       |

Afghanistan nahm an den World Games 2025 mit einem Athleten teil.

## Teilnehmer nach Sportarten

### Muay Thai
| Athleten     | Wettbewerb       | Viertelfinale    | Viertelfinale | Halbfinale    | Halbfinale    | Finale        | Finale        | Rang |
| Athleten     | Wettbewerb       | Gegner           | Ergebnis      | Gegner        | Ergebnis      | Gegner        | Ergebnis      | Rang |
| ------------ | ---------------- | ---------------- | ------------- | ------------- | ------------- | ------------- | ------------- | ---- |
| Männer       |                  |                  |               |               |               |               |               |      |
| Sayed Mosawi | Combat bis 57 kg | Dmytro Schelesko | 28:29         | ausgeschieden | ausgeschieden | ausgeschieden | ausgeschieden | 5    |